# Johan Macéus
Johan David Macéus, ursprungligen Persson, född 11 december 1973 i Falköpings församling, är en svensk journalist och programledare. Han är gift med  Karolina Palutko Macéus och far till Adrian Macéus.

## Biografi
Johan Macéus började sända närradio i Radio Falköping och arbetade därefter med sändningar i P3 och P4 för Sveriges Radio Skaraborg i Skövde. Han studerade media och journalistik och anställdes 1994 av TV4 Skaraborg i Skövde.
Sedan 1994 har han arbetat på TV4, först som programledare och nyhetsuppläsare på TV4 Skaraborg och sedan 1998 med samma funktioner på TV4 Sydost. År 2000 studerade han projektledning och har därefter frilansat som programledare åt TV4 och TV4 Stockholm och som producent och utvecklare åt bland annat Titan Television och Viasat Motor. 2003-2005 och från 2009 har han producerat STCC  åt flera olika tv-kanaler, däribland TV4, TV3 och Viasat Sport och Viasat Motor  . Johan Macéus producerade 2003 tv-programmet Mera Motor på TV4 plus. 2005 producerade han Pole Position  med Picko Troberg för ZTV och 2008 tv-programmet Svenska motorklassiker  på TV4 plus med Mikael Persbrandt. Under 2011 och 2012 producerade han motorprogrammet Gran Turismo åt TV8. 
Under 2012 producerade Macéus även den nya utbrytar-serien från STCC, TTA – Elitserien i Racing .
Den svenska succégruppen Swedish House Mafias avskedsvideo, efter att de meddelat att de avbryter samarbetet med SHM, "Don't You Worry Child"  har med en sekvens i inledningen från TV4 Nyheterna dagen då Macéus meddelade att de lägger ned bandet.
Johan Macéus är idag programledare på TV4 Nyheterna, Ekonominyheterna och Nyhetsmorgon på TV4 och tidigare även på TV4 News. Han har även arbetat med programutveckling under många år på bland annat Titan Television och Nyhetsbolaget.